# Грановский, Емельян Михайлович
Емельян Михайлович Грановский (1859 — 23 января 1934) — настоятель Успенского собора, преподаватель Таганрогской мужской гимназии, основатель частной гимназии в Таганроге.

## Биография
Выпускник Екатеринославской духовной семинарии.
В 28 лет женился на Антонине Васильевне Савицкой, дочери коллежского регистратора, дворянина. От совместной жизни имел четырёх сыновей и четырёх дочерей. Проживали по Чеховской, 87 (современная нумерация). Младший брат Федор женился на одной из многочисленных дочерей Блонских, Виктории. До окончания духовной семинарии отец Емельян служил в Архангело-Михайловской церкви, после окончания её — священником в Успенском соборе, при советской власти настоятелем.
Открыл в 1908 году Таганроге частную мужскую четырёхклассную гимназию в особняке по адресу ул. Петровская 89.
Наблюдатель всех церковно-приходских школ (1912). При советской власти по принуждению перешёл в обновленцы.
Был дружен с таганрогским историком П. П. Филевским, который характеризовал его как человека не глупого, не искавшего дешёвой популярности и бывшего на своем месте.
Несмотря на гонения со стороны большевиков не изменил внешнему виду пастыря. Рясу, бороду, волосы носил по церковному обычаю. В обновленцы попал силою обстоятельств, но не по убеждению: куда деться, если семью кормить надо. В Советское время перенес много несчастий, к концу жизни был сломлен окончательно. Умер 23 января 1934 года.